# Hanna Bergholm
Hanna Bergholm (Hèlsinki, 1980) és una directora de cinema finlandesa. Hanna Bergholm és filla de Timo Bergholm i Marjut Komulainen. Es va graduar al programa de direcció de cinema a l'Universitat de Ciències Aplicades el 2009.
Va dirigir els curtmetratges Nukkemestari (2018), Gorilla (2009) i Varjot (2009) així com la sèrie de televisió Reetta ja Ronja (2009) i alguns episodis de la sèrie policial Harjunpää (2022).
El seu llargmetratge Egō (Pahanhautaia), escrit per Ilja Rautsi, estrenat el 2022 va obtenir el Gran Premi del Festival Internacional de Cinema Fantàstic de Gérardmer.  també va guanyar el premi als millors efectes especials al LV Festival Internacional de Cinema Fantàstic de Catalunya.